# Université de Tel Aviv
L'université de Tel Aviv (en hébreu : אוניברסיטת תל אביב ,את"א) est une université publique située à Tel Aviv. Avec près de 30 000 étudiants, c'est la plus grande université d'Israël.

## Histoire
Rattachée tout d’abord à la municipalité de Tel Aviv, l'université de Tel Aviv a été fondée le 6 juin 1956 à partir de la fusion de l'École de droit et d’économie de Tel Aviv, de l'Institut des sciences naturelles (fondé le 1er décembre 1953) et de l'Institut des études juives. Elle a obtenu son autonomie en 1963, et son campus, situé à Ramat Aviv dans la zone résidentielle de la banlieue nord de Tel Aviv, a été inauguré le 4 novembre 1963. Il est construit sur les terres expropriées et le village arabe rasé de Al-Cheikh Mouwannis, expulsé le 20 mars 1948 par la milice d’extrême-droite l’Irgoun. Les quelques maisons subsistantes sont utilisées par le club universitaire. Cet effacement des traces du passé palestinien est considéré par Ilan Pappé et John Docker comme un mémoricide, constitutif du crime de nettoyage ethnique selon le premier, de génocide selon le second.

## Facultés

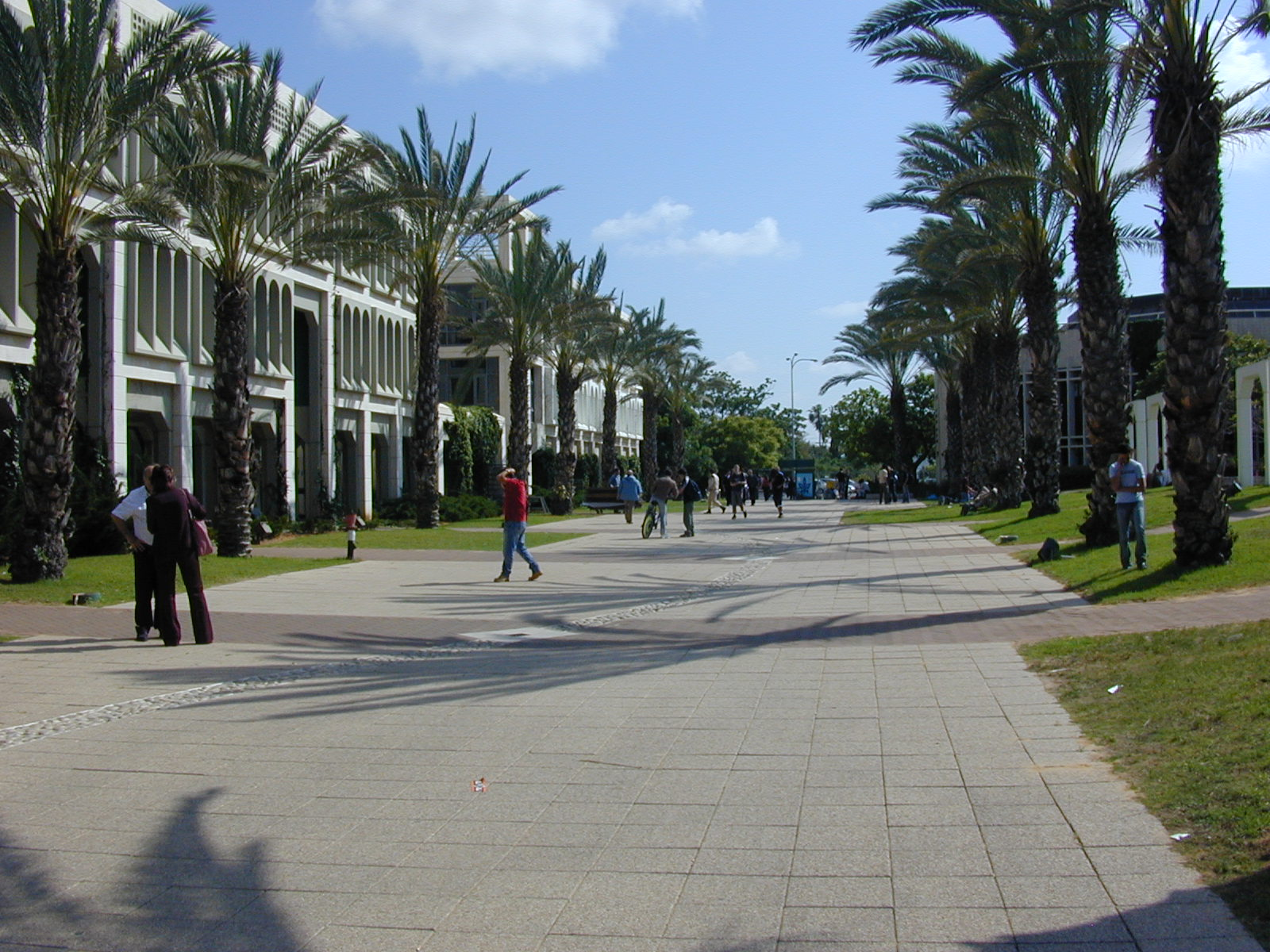
Campus de l'université de Tel Aviv.

L’université de Tel-Aviv comprend 9 facultés, 106 départements et 90 instituts de recherche. Elle tisse des contacts avec les communautés juives de la Diaspora internationale, offrant des programmes d’études juives aux étudiants et enseignants des États-Unis, de France, du Brésil, d’Argentine ou du Mexique.
Les facultés de l'université sont les suivantes : 
- la faculté de sciences exactes Raymond et Beverly Sackler
- la faculté d'ingénieurs Iby et Aladar Fleischman
- la faculté des sciences de la vie Georges S. Wise
- la faculté de médecine Sackler
- la faculté des sciences sociales Gershon Gordon
- la faculté de gestion Leon Recanati
- la faculté de lettres Lester et Sally Entin
- la faculté de droit Buchmann
- la faculté des arts Yolanda et David Katz

Un programme de cours en anglais y est dispensé dans le cadre de TAU International.[Lesquels ?] .
Environ 2 800 lycéens étudient dans le cadre de programmes d’enrichissement scolaire.
Les programmes d’études de l’Université préparent les futurs dirigeants d’Israël, ceux-là mêmes qui conduiront le pays au cours du XXIe siècle. La recherche scientifique entreprise à l’Université alimente les secteurs de l’industrie de pointe, de la bio-médecine et de la biotechnologie d’Israël, secteurs en constante croissance.
Un système d’allocations de bourses de l'Université a été mis en place. En remplissant un rôle actif au sein des structures du gouvernement ainsi que dans le processus de paix au Moyen-Orient, la communauté universitaire tout entière est dévouée à l’amélioration de la qualité de vie en Israël et dans la région.
L'université de Tel Aviv abrite la synagogue Cymbalista de l'architecte Mario Botta.

## Classement
Le Center for World University Rankings a classé l'université de Tel Aviv 56e meilleure université du monde et 4e d'Israël.
La notation reflète une globale qualité d’enseignement qui combine les données sur la réputation des institutions de recherche et d'enseignement.
Ce classement positionne l'niversité de Tel Aviv au même niveau que l'université Brown à Rhode Island (États-Unis), de la prestigieuse Ivy League américaine, et que l'université de Leyde (Pays-Bas).

## Personnalités liées à l'université
- Daphné Barak-Erez
- Ruth Berman
- Etgar Keret
- Ilan Ramon
- Galia Sabar
- Talya G. A Solan
- Ghil'ad Zuckermann